# سدرة سيد يعقوب (جهاد)
سدرة سيد يعقوب (بالفارسية: صدره سیدیعقوب) هي قرية تقع في إيران في قسم جهاد الريفي. يقدر عدد سكانها بـ 180 نسمة بحسب إحصاء 2016.